# Samuel Gaze
Samuel William Gaze (* 12. Dezember 1995 in Tokoroa) ist ein neuseeländischer Radrennfahrer, der vorrangig im Cross-Country aktiv ist, wo er 2022 und 2023 dreimaliger Weltmeister wurde.

## Sportlicher Werdegang
Bereits als Junior konnte Gaze erste Erfolge auf internationaler Ebene erzielen. Im Jahr 2013 wurde er Ozeanien-Meister und gewann ein Rennen des UCI-Mountainbike-Weltcups im Cross-Country (XCO).
Seine Sprintfähigkeiten stellte er bereits 2014 im Cross-Country Eliminator (XCE) unter Beweis. So wurde er Ozeanien-Meister im Elimininator und gewann in Cairns im Eliminator das erste Weltcup-Rennen seiner Karriere. 2015 wurde er Vizeweltmeister im Eliminator.
2016 gewann Gaze zwei Weltcup-Rennen im Cross-Country der U23 und wurde Zweiter der Gesamtwertung. In Nové Město na Moravě wurde er U23-Weltmeister im Cross-Country, 2017 konnte er den Titel in Cairns erfolgreich verteidigen. Er war Teilnehmer bei den Olympischen Sommerspielen 2016, musste sich aber nach mehreren Defekten mit Platz 37 zufriedengeben.
Sein bisher erfolgreichstes Jahr war die Saison 2018. Er gewann das erste Weltcup-Rennen der Saison im Cross-Country in Stellenbosch sowie zwei Weltcup-Rennen im Short Track (XCC) in Nové Město na Moravě und Mont Sainte-Anne. Mit dem Sieg in Nove Mesto ist er der bisher einzige Fahrer, der Mathieu van der Poel in einem Short-Track-Rennen distanzieren konnte. Zudem gewann er die Goldmedaille bei Commonwealth Games.
Zu Beginn der Saison 2019 startete Gaze mit Jaroslav Kulhavý bei der Absa Cape Epic, nach einem Sturz und einer Kopfverletzung auf der ersten Etappe musste er das Etappenrennen vorzeitig aufgeben. Nach seinem Sturz konnte er bisher an die Leistungen aus den Vorjahren nicht mehr anknüpfen.
In der zweiten Saisonhälfte 2019 startete Gaze als Stagiaire für das Team Deceuninck-Quick-Step auf der Straße, konnte aber keine nennenswerten Ergebnisse erzielen. Zur Saison 2020 wechselte er zum Team Alpecin-Fenix, das auch als UCI MTB Team registriert ist, für das er aber auch auf der Straße eingesetzt wird.
Nach drei Jahren ohne Sieg im Cross-Country gelang ihm 2022 in Albstadt ein erneuter Weltcup-Erfolg im Short Track, im Verlauf der Saison blieb er jedoch ohne weitere Podiumsplatzierungen. Jedoch sicherte er sich bei den Weltmeisterschaften in Les Gets den Titel im Short Track. Obwohl er sich beim anschließenden WM-Rennen über die olympische Distanz das Schlüsselbein brach, startete er bereits einen Monat später bei den Mountainbike-Marathon-Weltmeisterschaften und gewann dort ebenso den Titel. 2023 blieb er im Weltcup ohne Sieg. Bei den Weltmeisterschaften in Glasgow verteidigte er jedoch seinen Titel im Short Track und wurde Vizeweltmeister über die olympische Distanz.
2024 gewann Gaze die Shorttrack-Rennen des Weltcups in Mairiporã und Val di Sole. Im olympischen Mountainbikerennen wurde er Sechster.

## Erfolge
2013
- Ozeanien-Meister – Eliminator XCE
- Ozeanien-Meister (Junioren) – Cross-Country XCO
- ein Weltcup-Erfolg (Junioren) – Cross-Country XCO

2014
- Weltmeisterschaften – Eliminator XCE
- Ozeanien-Meister (U23) – Cross-Country XCO
- Commonwealth Spiele – Cross-Country XCO
- Neuseeländischer Meister – Cross-Country XCO
- ein Weltcup-Erfolg – Eliminator XCE

2016
- Weltmeister (U23) – Cross-Country XCO
- Neuseeländischer Meister – Cross-Country XCO
- zwei Weltcup-Erfolge (U23) – Cross-Country XCO

2017
- Weltmeister (U23) – Cross-Country XCO
- Bikefestival Basel  (HC)

2018
- Ozeanien-Meisterschaften – Cross-Country XCO
- Commonwealth Spiele – Cross-Country XCO
- ein Weltcup-Erfolg – Cross-Country XCO
- zwei Weltcup-Erfolge – Short Track XCC

2022
- ein Weltcup-Erfolg – Short Track XCC
- Weltmeister – Short Track XCC
- Weltmeister – Marathon XCM

2023
- Weltmeister – Short Track XCC
- Weltmeisterschaften – Cross-Country XCO

2024
- zwei Weltcup-Erfolge – Short Track XCC

## Grand Tour-Platzierungen
| Grand Tour            | 2023 | 2024 |
| --------------------- | ---- | ---- |
| Giro d’ItaliaGiro     | –    | –    |
| Tour de FranceTour    | –    | –    |
| Vuelta a EspañaVuelta | DNF  | –    |